# Pergaminho de Chinon
O chamado Pergaminho de Chinon é um documento histórico, originalmente publicado por Étienne Baluze no século XVII, na obra "Vitae Paparum Avenionensis" ("A Vida dos Papas de Avignon"). Este documento obteve destaque em nossos dias, graças à descoberta pela Dr.ª Barbara Frale de que o Papa Clemente V absolvera secretamente o último Grão-mestre, Jacques de Molay, e os demais líderes dos Templários, em 1308, das acusações feitas pela Santa Inquisição. O pergaminho está datado "Chinon, dezessete a vinte de agosto de 1308". O Vaticano possui uma cópia autenticada sob a referência "Archivum Arcis Armarium D 218". O pergaminho original encontra-se sob a referência "D 217".

## História
À época, uma investigação foi executada por agentes do Papa, para verificar os argumentos contra os acusados, no Castelo de Chinon, na diocese de Tours, em França. De acordo com o documento, o Papa instruiu a Berengário, cardeal da SS. Nereus e Aquileu, a Estêvão, cardeal de St. Ciriacus em Therminis, e a Landolfo, cardeal diácono de St. Angel, para conduzir a investigação sobre os Cavaleiros Templários acusados. Esses cardeais declararam que:

"… através desta declaração oficial dirigida a todos que a lerem… o muito mesmo senhor Papa desejando e pretendendo saber a pura, completa e descompromissada verdade pelos líderes da dita Ordem, Irmão Jacques de Molay, Grão-mestre da Ordem dos Cavaleiros Templários, Irmão Raimbaldo de Caron, Preceptor (dos) comandados dos Cavaleiros Templários em Ultramar, Irmão Hugo de Pérraud, Preceptor de França, Irmão Godofredo de Gonneville, Preceptor de Aquitânia e Poitou, e Godofredo de Charney, Preceptor da Normandia, nos ordenou e comissionou especificamente e por sua verbalmente expressa vontade, de forma que nós possamos com diligência examinar a verdade, através de questionamento do grão-mestre e dos preceptores antes citados – um por um e individualmente, tendo junto testemunhas públicas e confiáveis."

Raymbaud de Caron foi o primeiro a ser interrogado em 17 de agosto de 1308. Após o interrogatório, os cardeais deram a absolvição:

"… Após este juramento, pela autoridade do senhor Papa especificamente dada a nós para esta finalidade, nós estendemos a este humilde solicitante Irmão Raymbaud, em uma forma aceita pela Igreja o perdão de absolvição do veredito de excomunhão, que fora expedido pelos feitos antes mencionados, reintegrando-o em unidade com a Igreja e reintroduzindo-o para comunhão da fé e dos sacramentos da Igreja."

O segundo a ser interrogado, no mesmo dia, foi Geoffroy de Charney; ele também foi absolvido. O terceiro a ser interrogado, no mesmo dia, foi Geoffroy de Gonneville; ele também foi absolvido. Em 19 de agosto de 1308, Hugo de Pérraud foi o quarto interrogado; ele foi absolvido também. O Grão-mestre foi interrogado por último, em 20 de agosto de 1308; os interrogadores cardeais também o absolveram. De acordo com o documento, todos os interrogatórios dos acusados, entre 17 e 20 de agosto, ocorreram na presença de notários públicos e testemunhas selecionadas. Entre as acusações, estavam sodomia, negar a Deus, beijos ilícitos, cuspir na cruz e adoração a um ídolo. É de notar, porém, que o documento não parece corresponder aos atos posteriores do Papa, uma vez que o grão-mestre e seus subordinados permaneceram presos até 1314, quando foram queimados vivos em Chinon.
O corpo do texto detalha a aparência do acusado, o juramento do acusado, acusações contra o acusado e o modo de interrogação do acusado: no interrogatório do Irmão Molay, "Quando perguntado se havia confessado estes feitos devido a um pedido, recompensa, gratidão, favor, medo, ódio ou persuasão por alguém, ou pelo uso de força, ou medo de tortura futura, ele respondeu que não."
O pergaminho de Chinon foi preparado por Robert de Condet, clérigo da diocese de Soissons. Os notários foram Umberto Vercellani, Nicolo Nicolai de Benvenuto, Robert de Condet, e o mestre Master Amise d’Orléans le Ratif. As testemunhas foram o Irmão Raymond, abade do monastério beneditino de St. Theofred, Mestre Berard de Boiano, arquediácono de Troia, Raoul de Boset, confessor e cânone de Paris, e Pierre de Soire, superintendente de Saint-Gaugery em Cambresis.
Antes de ser queimado vivo, em 1314, Jacques de Molay teria rogado uma maldição, a partir da pira, para que Filipe, o Belo, e os seus descentes tivessem algum revés fatal. A lenda afirma que De Molay teria desafiado o rei e o Papa a encontrá-lo novamente, diante do julgamento de Deus, antes que aquele ano terminasse – apesar de esta frase não constar em relatos modernos da execução de de Molay. Efetivamente, o monarca veio a falecer no mesmo ano, assim como o Papa Clemente V. Nos 14 anos seguintes, os três filhos do rei, seus sucessores no trono, vieram a falecer, encerrando a linhagem direta de três séculos da Dinastia Capetiana, levando muitos a crer na "maldição", base para a série de romances históricos "Les Rois Maudits", de autoria de Maurice Druon. Ironicamente, o Rei Louis XVI era um descendente de Filipe, O Belo, e sua neta, Rainha Joan II de Navarre. Quando a cabeça do rei caiu na cesta da guilhotina, um homem não identificado se aproximara. Mergulhou a mão no sangue do monarca, sacudindo-a no ar e gritara: "Jacques de Molay, fostes vingado!"

## Significância
Dentre documentos e relíquias produzidas com datas retroativas, que visassem consertar ou atenuar feitos passados, e que vêm – em momentos oportunos - "surgir em depósitos secretos", o documento de Chinon veio à luz quando começou a se tornar pública a execução dos últimos líderes da ordem. Por alguns considerada a maior injustiça da Inquisição Medieval, a prisão e tortura – por sete anos – de Jacques de Molay, que poderia ter-se expiado simplesmente confirmando as acusações – agora aparece como confessando, sendo assim absolvido, mas continuaria preso e terminaria queimado – o documento parece mesmo ter sido produzido após 1314, com a finalidade de atenuar a provável exposição da crueldade papal e também da obstinação deste homem em se manter fiel à verdade, mesmo que isto lhe custasse a vida.
Mesmo antes do Vaticano anunciar a sua existência, muitos livros de referência sobre os Templários já citavam o Pergaminho de Chinon. Em 2002, a Dr.ª Barbara Frale localizou uma cópia do pergaminho nos arquivos do Vaticano. Mesmo com datação por métodos modernos, não se poderia comprovar a data do texto, apenas a data com que o couro-base foi preparado. Em outubro de 2007, o Vaticano anunciou que liberaria uma cópia do Pergaminho de Chinon, após "700 anos".